# Glas Slavonije
Glas Slavonije és un diari local d'Eslavònia, a Croàcia, controlat per Branimir Glavaš, un polític de dretes d'Osijek.
Amb antiguitat des del 1943 i un tiratge d'11.000 exemplars, és el setè diari de croàcia.